# Văn hóa giới trẻ

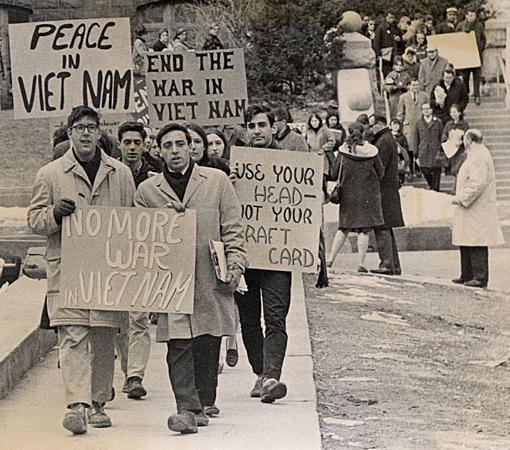
Hội sinh viên phản đối Chiến tranh Việt Nam

Văn hóa giới trẻ, gọi tắt là văn hóa trẻ, chỉ đến những chuẩn mực xã hội của thế hệ thiếu niên nhi đồng và thanh niên nói chung. Đặc biệt là, nó bao gồm cả những thiết chế mang tính biểu tượng được thế hệ trẻ chia sẻ chung và biệt lập với những thứ tương tự của người lớn trong cộng đồng.
Điểm nhấn ở trang phục, nhạc đại chúng, thể thao, từ vựng và việc hẹn hò đôi lứa đã tạo cho giới trẻ một sự khác biệt với các nhóm tuổi khác. Bên trong văn hóa của giới trẻ lại tồn tại nhiều thứ tiểu văn hóa giới trẻ đang biến đổi không ngừng, chúng có thể được phân chia theo chủng tộc, dân tộc, địa vị kinh tế, biểu hiện ở nơi công cộng hoặc là đa dạng các yếu tố khác.